# Барашівка (Дубище)
Барашівка або Баришівка (рос. Барашовка, Баришовка) — колишнє село в Чуднівській волості Житомирського та Полонського повітів Волинської губернії та Дубищенській сільській раді Чуднівського району Житомирської і Бердичівської округ, Вінницької та Житомирської областей.

## Населення
Станом на 1906 рік в хуторі налічувалося 2 двори та 13 мешканців.
Кількість населення, станом на 1923 рік, становила 272 особи, кількість дворів — 23.
Відповідно до перепису населення СРСР, на 17 грудня 1926 року чисельність населення становила 226 осіб, з них за статтю: чоловіків — 111, жінок — 115; за етнічним складом: українців — 165, поляків — 61. Кількість домогосподарств — 43.

## Історія
Заснований у 1526 році. В 1906 році — хутір в складі Чуднівської волості (3-го стану) Житомирського повіту Волинської губернії. Відстань до повітового та губернського центру, м. Житомир, становила 50 верст, до волосної управи, в міст. Чуднів — 3 версти. Найближче поштово-телеграфне відділення розташовувалось в Чуднові.
В березні 1921 року, в складі волості, хутір увійшов до новоствореного Полонського повіту Волинської губернії. У 1923 році включений до складу новоствореної Дубищенської сільської ради, котра, від 7 березня 1923 року, стала частиною новоутвореного Чуднівського району Житомирської округи. Розміщувався за 6 верст від районного центру, міст. Чуднів, та 3 версти від центру сільської ради, с. Дубище. За даними 1926 року, відстань до центру сільської ради, с. Дубище, становила 1 версту, до районного центру, міст. Чуднів — 2 версти, до окружного центру, м. Бердичів — 40 верст, до найближчої залізничної станції, Чуднів — 7 верст.
У 1939 році віднесено до категорії сіл, у 1941—44 роках було центром сільської управи. Станом на 1 вересня 1946 року входить до складу Дубищенської сільської ради Чуднівського району Житомирської області.
29 червня 1960 року, відповідно до рішення Житомирського облвиконкому № 683 «Про об'єднання деяких населених пунктів в районах області», через фактичне злиття поселень, с. Барашівка приєднане до с. Дубище Дубищенської сільської ради Чуднівського району.